# Сифоногамия

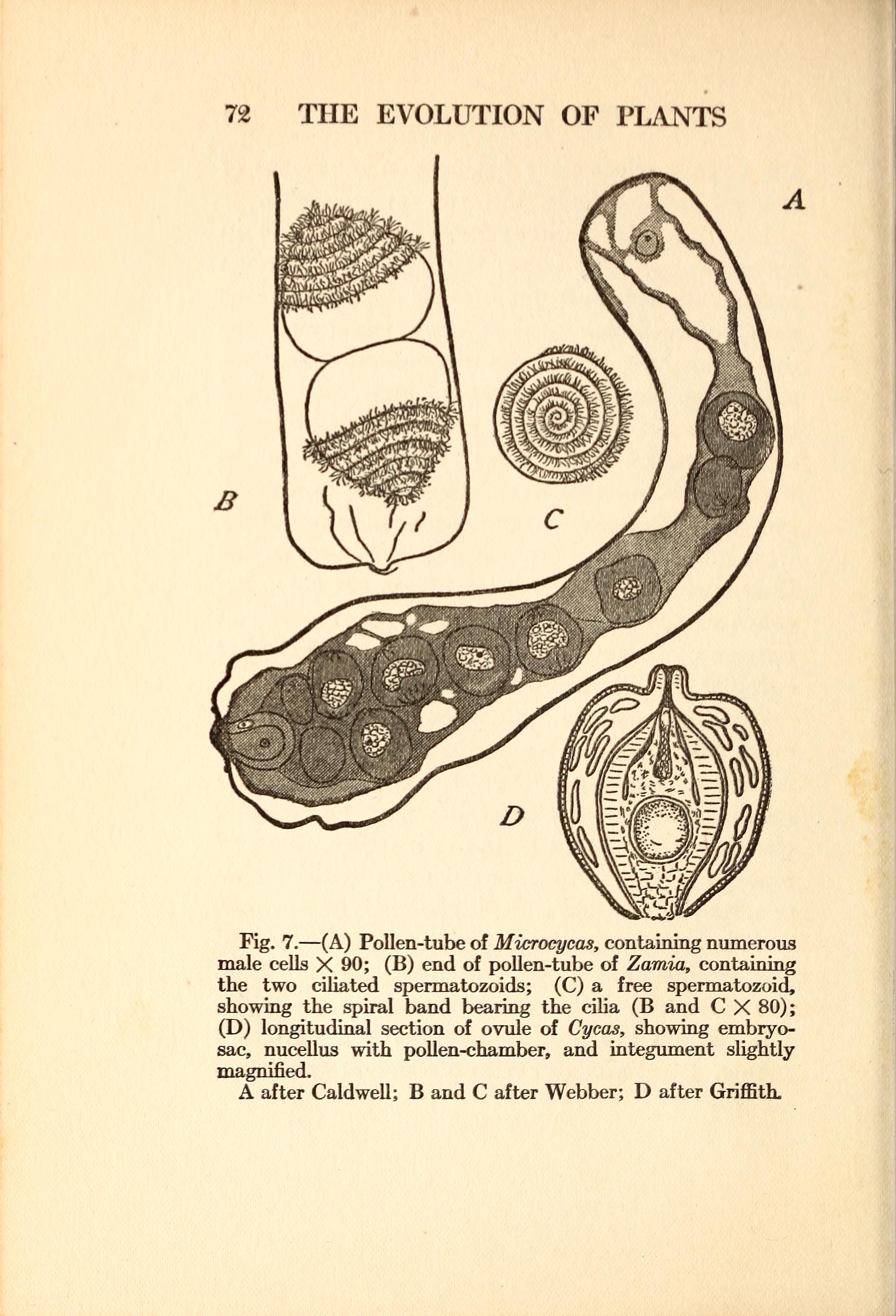
Пыльцевые трубки, спермии и семязачатки саговниковидных

Сифоногамия — способ доставки неподвижных мужских гамет (спермиев) к месту расположения яйцеклетки с помощью полярно и направленно растущего клеточного выроста (пыльцевой трубки) вегетативной клетки мужского гаметофита.
Большинство семенных растений (Spermatophyta) являются сифоногамными, в то время как мужские гаметы других групп наземных растений (Embryophyta) имеют жгутики и подвижны (сперматозоиды). Из-за этого, иногда семенные растения не вполне верно определяют как сифоногамные. Такое обозначение не корректно, поскольку для ряда современных представителей голосеменных (Гинкговые, Саговниковые) характерны жгутиковые мужские гаметы (сперматозоиды), погруженные внутрь вегетативной клетки. При этом доставка мужских гамет к месту оплодотворения лишь частично обеспечивается пыльцевой трубкой.
У единственного современного представителя Гинкговых — гинкго двулопастного пыльцевая трубка сильно ветвится, формируя тонкие тяжи (до 5 мкм в диаметре). Ветвящаяся пыльцевая трубка мужского гаметофита гинкго внедряется между клетками нуцеллуса. По-видимому, основной функцией такого образования является обеспечение поглощения питательных веществ, поэтому с функциональной точки зрения оно скорее представляет собой клеточную гаусторию. Когда гаметы в вегетативной клетке созревают, она лопается и сперматозоиды со спиральным жгутиковым аппаратом самостоятельно двигаются к яйцеклетке.